# Avenue Charles-Risler
L'avenue Charles-Risler est une voie du 7e arrondissement de Paris, en France.

## Situation et accès
L'avenue Charles-Risler est une voie publique située dans le 7e arrondissement de Paris. Elle débute allée Adrienne-Lecouvreur et se termine allée Thomy-Thierry.

## Origine du nom
Elle porte le nom de Charles Risler (1848-1923), maire du 7e arrondissement de Paris.

## Historique
La voie est créée en 1907, lors du réaménagement du Champ-de-Mars, et prend en 1926 son nom actuel.

## Bâtiments remarquables et lieux de mémoire
Le monument des Droits de l'homme, inauguré en 1989, se trouve sur cette avenue. On y trouve également Komitas, monument commémoratif du génocide cambodgien.